# Partido judicial de Medina del Campo
El partido judicial de Medina del Campo es uno de los tres partidos judiciales que integran la provincia de Valladolid. La cabeza de este partido administrativo (n.º 2) es Medina del Campo. Engloba a 47 146 habitantes (Ministerio de Justicia, 2022) y está integrado por 47 municipios, que representan una extensión de 2 051,6 km².

## Municipios
| - Aguasal - Alaejos - Alcazarén - Almenara de Adaja - Ataquines - Bobadilla del Campo - Bocigas - Brahojos de Medina - El Campillo - Carpio - Castrejón de Trabancos - Castronuño - Cervillego de la Cruz - Fresno el Viejo - Fuente el Sol - Fuente-Olmedo | - Hornillos de Eresma - Llano de Olmedo - Lomoviejo - Matapozuelos - Medina del Campo - Mojados - Moraleja de las Panaderas - Muriel de Zapardiel - Nava del Rey - Nueva Villa de las Torres - Olmedo - Pozal de Gallinas - Pozaldez - Puras - Ramiro - Rubí de Bracamonte | - Rueda - Salvador de Zapardiel - San Pablo de la Moraleja - San Vicente del Palacio - La Seca - Serrada - Siete Iglesias de Trabancos - Torrecilla de la Orden - Valdestillas - Velascálvaro - Ventosa de la Cuesta - Villafranca de Duero - Villanueva de Duero - Villaverde de Medina - La Zarza |